# Tsitsina Xavante
Tsitsina Xavante como é conhecida Samantha Ro’otsitsina Xavante (etnia Xavante do Mato Grosso, 1985) é uma líder indígena brasileira, membro da Comissão Nacional Indígena e organizadora da Rede de Juventude Indígena (REJUIND), reconhecida internacionalmente por seu trabalho com as mulheres da sua comunidade.   Ela também faz parte da Comissão sobre o Estatuto das Mulheres, organizada pela ONU Mulheres.
Segundo publicação do Fundo de População das Nações Unidas (UNFPA), ela " modelou um novo estilo de vida em sua comunidade ao escolher permanecer solteira mulher sem filhos. Preocupada com questões como gravidez precoce e procriação frequente, ela conhecimento das mulheres e meninas indígenas".

## Biografia
O envolvimento com a política e mobilização social acompanham Tsitisina desde o início de sua vida. Seu pai, Mário Juruna foi o primeiro indígena (e único até 2018 quando Joênia Wapichana foi eleita) na história do Brasil a ser eleito para o legislativo nacional, onde cumpriu mandato como deputado federal de 1983 a 1987.
O nome Samantha Ro’otsitsina Xavante, inclusive, é uma homenagem a sua vó paterna. Assim, desde cedo, ela teve sua casa frequentada por importantes líderes do movimento indígena como o Raoni Metuktire e Álvaro Tukano.

## Percurso
Tsitsina se graduou em Serviço Social e tirou o mestrado em Desenvolvimento Sustentável pela Universidade Federal de Brasília (UnB). E foi a partir de 2008, quando ainda era uma estudante de graduação, que ela começou a participar do Acampamento Terra Livre, o ATL, em Brasília. Lá ela se interessou pela diversidade de temas das pautas de indígenas do país todo e passou a se envolver mais com o movimento, em especial da juventude e das mulheres.
Em 2018, ela esteve em Nova Iorque, nos Estados Unidos, representando os povos originários brasileiros no “Fórum Permanente sobre Questões Indígenas” nas Nações Unidas (UN). No mesmo ano em abril, ela participou da Comissão de Direitos Humanos do Senado Federal, representando a Namunkurá Associação Xavante (NAX).
Ro’Otsitsina Xavante incentivou e liderou a primeira Marcha das Mulheres Indígenas em 2019, que uniu e mobilizou mulheres indígenas de todas as regiões do país para a sua participação na Marcha das Margaridas, tradicional manifestação anual realizada desde 2000 por trabalhadoras rurais do Brasil. Mais de 130 povos indígenas participaram da marcha, depois de cinco dias de debates em Brasília e um documento foi feito no final com as devidas reivindicações.
Em 2020, ela foi uma dos três convidados para a mesa de debates no Itaú Cultural, Cosmopolítica, Cosmofobia e Cosmovisão: o Sonho e a Partilha do Real.

## Prêmios e reconhecimentos
- Tsitsina foi uma das dez contempladas com uma bolsa da ONU Mulheres para acompanhar a 58ª sessão da Comissão sobre o Estatuto das Mulheres.[4]
- Incluída na lista de Ícones e Ativistas do Fundo de População das Nações Unidas (UNFPA).[2][15]